# Tomislav Mikulić
Tomislav Mikulić est un joueur de football croate, né à Vukovar le 4 janvier 1982. Il évolue au poste de défenseur

## Carrière
- 2001-2004 : NK Osijek  Croatie
- 2005-2007 : RC Genk  Belgique
- 2008 : Dinamo Zagreb  Croatie
- 2008-2009 : Standard de Liège  Belgique
- depuis 2009 : Germinal Beerschot  Belgique
  - depuis jan. 2013 : Oud-Heverlee Louvain  Belgique (prêt)

## Palmarès

### Avec leDinamo Zagreb
- Champion de Croatie en 2008.
- Vainqueur de la Coupe de Croatie en 2008.

### Avec leStandard de Liège
- Champion de Belgique en 2009.
- Vainqueur de la Supercoupe de Belgique en 2008 et 2009.